# Quinzhee

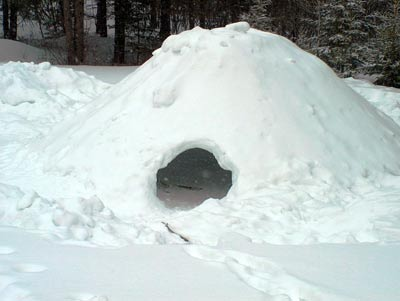
Quinzhee

Een quinzhee is een (tijdelijke) schuilplaats gemaakt door het uithollen van een sneeuwhoop.
Een quinzhee wordt gemaakt door op vlak terrein een sneeuwhoop op te werpen en daarin (een paar uur later) door uitholling een ruimte te creëren. Er zijn echter verschillende gevaren. Men dient nooit een quinzhee alleen te maken, tenzij in uiterste noodzaak van survival. Door allerlei oorzaken kan een quinzhee tijdens de bouw instorten, bijvoorbeeld door een slechte kwaliteit sneeuw of doordat de sneeuwhoop zich nog niet voldoende heeft gezet. Als de quinzhee instort heb je meer kans om onder het gewicht van de sneeuw weg te kruipen als je geknield zit. Het is dan ook zeer gevaarlijk om op je rug te gaan liggen tijdens het uithollen van de ruimte. Ook kan een quinzhee gemakkelijk instorten omdat iemand erop klimt.